# Лонуа, Жан де
Жан де Лонуа́ (фр. Jean de Launoy, лат. Johannes Launoius Constantiensis; 21 декабря 1603, Ле Вальдеси (Le Valdécie), Котантен — 10 марта 1678, Париж) — французский известный католический историк, богослов и канонист (знаток истории церкви и канонического права), защитник галликанизма, противник духовных орденов, в особенности иезуитов и кармелитов, а также агиографических легенд, за что был прозван «охотником на святых» (dénicheur de saints) и «разрушителем монашеских привилегий» (destructeur de privilèges monastiques) и нажил много врагов.
Из его исторических сочинений примечательны исследования о начальном периоде христианской церкви во Франции, а также смелая критика деятельности Триентского собора (1545—1563).
В трактатах «О предопределении и благодати Божией» и «О покаянии» он устанавливает право светской власти определять причины, препятствующие вступлению в брак, и не признаёт права церкви останавливать заключение браков по причинам религиозного характера.
Отказавшись согласиться на осуждение Антуана Арно, произнесённое Сорбонной 31 января 1656 года, он был исключён из состава этого учреждения.